# Wedemark
Wedemark település Németországban, azon belül Alsó-Szászország tartományban. Lakosainak száma 30 060 fő (2023. december 31.). Wedemark Garbsen, Langenhagen és Isernhagen községekkel határos.

## Közigazgatás
- Abbensen (1007 fő)
- Bennemühlen (338 fő)
  - Siedlung Kleiner Ring (Fillerheide)
- Berkhof (1066 fő)
  - Plumhof
  - Sprockhof
  - Siedlung Steinriede
  - Siedlung Hoheheide
  - Weilersiedlung Auf den Raden
- Bissendorf (4921 fő)
- Bissendorf-Wietze (2447 fő)
  - Siedlung Wennebostel-Wietze
- Brelingen (2234 fő)
  - Weiler Schadehop
  - Weiler Ohlenbostel
- Duden-Rodenbostel (117 fő)
  - Dudenbostel
  - Rodenbostel
- Elze (3054 fő)
  - Siedlung Langeloh
  - Weilersiedlung Wasserwerk Elze-Berkhof
- Gailhof (664 fő)
  - Siedlung Hessenweg
  - Weilersiedlung Mohmühle
- Hellendorf (1441 fő)
- Meitze (728 fő)
  - Weilersiedlung Meitzer Busch
- Mellendorf (6678 fő)
  - Weilersiedlung Brelinger Straße
- Negenborn (819 fő)
  - Siedlung Hühnerberg
  - Weilersiedlung Im Hagen/Im Walde
  - Weilersiedlung An der Düpe
- Oegenbostel (389 fő)
  - Bestenbostel
  - Weiler Ibsingen
- Resse (2563 fő)
  - Siedlung Lönswinkel
  - Siedlung Osterbergstraße
- Scherenbostel (1113 fő)
  - Schlage-Ickhorst
    - Weiler Schlage
    - und Siedlung Ickhorst

  - Wiechendorf
  - Siedlung Buchholz
- Wennebostel (735 fő)

## Híres Wedemarkiak
- Klaus Meine (* 1948), énekes
- Matthias Jabs (* 1955), rockzenész, gitáros és dalszerző
- Heinz-Rudolf Kunze(wd) (* 1956), énekes

## Népesség
A település népességének változása:
| Lakosok száma | 29 457 | 29 599 | 29 647 | 29 612 | 29 814 | 30 060 |
|               | 2016   | 2017   | 2019   | 2021   | 2022   | 2023   |